# RCA Studio II
L'RCA Studio II è una console di seconda generazione sviluppata da RCA che venne presentata nel 1977.
A differenza di molte console dell'epoca lo Studio II era una macchina in bianco e nero. La grafica della console ricorda la grafica dei primi giochi come quella di Pong. Lo Studio II non era dotata di joystick o di altri sistemi di controllo ma era fornita con due scomodi tastierini numerici installati nella console. La macchina era in grado di produrre dei semplici beep che potevano variare la loro lunghezza.
Una caratteristica della console era l'inclusione al suo interno di cinque videogiochi. Inoltre la console era dotata di uno switch che automaticamente commutava il segnale dell'antenna sul segnale della macchina ogni volta che questa era alimentata.
Lo Studio II non fu un successo commerciale dato che era nettamente inferiore a macchine come l'Atari 2600 e venne presto dismessa nel 1979.

## Specifiche
- RCA 1802 microprocessore, 1.78 MHz
- 2k (x8) ROM (inclusi i cinque videogiochi); totale di 16k ROM
- 512 bytes (x8) RAM; totale di 4k RAM

## Studio II giochi inclusi
- Addition
- Bowling
- Doodle
- Freeway
- Patterns

## Studio II cartucce disponibili
- Baseball
- Biorhythm
- Blackjack
- Fun with Numbers
- Gunfighter / Moonship Battle
- Spacewar
- Speedway / Tag[1]
- Tennis / Squash
- TV Schoolhouse I[1]